# アンドリュー・ブリニアースキー
アンドリュー・ブリニアースキー（Andrew Bryniarski, 1969年2月13日 - ）は、アメリカ合衆国ペンシルベニア州フィラデルフィア出身の俳優・元ボディビルダー。ロシア系アメリカ人。アンドリュー・ブリニアスキーやアンドリュー・ブリニアルスキーと表記されることもある。身長196cm。

## 来歴
190cm以上の長身と元ボディビルダーの筋肉質な身体を活かし、さまざまな映画に出演している。
日本の対戦型格闘ゲームを原作とした実写映画『ストリートファイター』では、ゲームにも登場する人気キャラクターのザンギエフを演じた。なお、同映画を原作としたゲーム『ストリートファイター リアルバトル オン フィルム』では、アンドリュー・ブライアンスキーの名で紹介されていた。
『テキサス・チェーンソー』シリーズでは、連続殺人鬼レザーフェイスを演じた。

## 主な出演作品
- ハドソン・ホーク Hudson Hawk （1991年）
- スーパー・タッチダウン Necessary Roughness （1991年）
- バットマン リターンズ Batman Returns （1992年）
- サイボーグコップ3 Cyborg 3: The Recycler （1994年）
- ストリートファイター Street Fighter （1994年） ザンギエフ役
- ハイヤー・ラーニング Higher Learning （1995年）
- エニイ・ギブン・サンデー Any Given Sunday （1999年）
- パール・ハーバー Pearl Harbor （2001年）
- ローラーボール Rollerball （2002年）
- スクービー・ドゥー Scooby Doo （2002年）
- ブラックマスク2 Black Mask 2: City of Masks （2002年）
- 44ミニッツ 44 Minutes: The North Hollywood Shoot-Out （2003年） テレビ映画
- テキサス・チェーンソー The Texas Chainsaw Massacre （2003年） レザーフェイス役
- レジェンド・オブ・ドゥーム Seven Mummies （2006年）
- テキサス・チェーンソー ビギニング The Texas Chainsaw Massacre: The Beginning （2006年） レザーフェイス役